# Tractat talmúdic
Un tractat talmúdic (en hebreu: מַסֶּכֶת) (transliterat: masechet) és un element literari que forma part del Talmud, i que examina d'una manera sistemàtica un determinat aspecte de la llei jueva, la Halacà.

## Etimologia
La paraula masechet apareix a la Bíblia Hebrea, el Tanakh en el Llibre dels Jutges capítol 16, versicles 13 i 14. El significat de la paraula en hebreu és fibra per teixir. També es refereix al treball d'examinar en profunditat un afer que comprèn un marc de discussions, recerques i conclusions. Es refereix en particular a les seccions de la Mixnà, la Tosefta, la Baraita, i la Guemarà del Talmud de Babilònia, i del Talmud de Jerusalem.

## Tractats majors
Els anomenats tractats majors, són aquells que es troben en la pròpia Mixnà, i estan organitzats en sis ordres anomenats sedarim, mentre que els tractats menors, no estan inclosos en la Mixnà, i no han estat canonitzats.
La Mixnà inclou 63 tractats, cadascun dels quals està dividit en diversos capítols i en diversos versicles. Aquest mateix principi s'aplica a la Tosefta. Cada masechet o tractat talmúdic és anomenat segons el tema principal sobre el qual parla el tractat, per exemple: el tractat Berajot del Talmud, tracta sobre les benediccions, el tractat Shabat tracta sobre el dia de descans sabàtic, el Shabat, mentre que el tractat Sanedrí tracta sobre la institució rabínica amb el mateix nom, el Sanedrí. La paraula aramea mesichta es fa servir indistintament juntament amb la paraula hebrea masechet.
Els següents tractats de la Mixnà, es troben repartits en sis ordres anomenats sedarim, són els sis ordres de la Mixnà i el Talmud: Zeraim (llavors), Moed (festivitats), Naixim (dones), Nezikín (danys), Kodaixim (Santedats), i Tohorot (Pureses).
El Talmud de Babilònia té Guemarà, la qual és una anàlisi rabínic i un comentari de la Mixnà, dividit en 37 tractats (masechtot). El Talmud de Jerusalem té Guemarà en 39 tractats talmúdics.

## Tractats menors
Hi ha 15 tractats menors. Normalment són impresos al final de l'ordre de Nezikín en el Talmud. Contenen diversos afers com els referents a les llegendes, la història, el folklore, la moralitat, i als consells pràctics en diverses esferes, les lleis i costums pertanyents al dol, al compromís, al matrimoni, la cohabitació, les maneres, i el comportament.
El Talmud conté diverses màximes que porten a l'auto-examinació i a la modèstia, que tracten sobre les diverses maneres d'aconseguir la pau entre les persones, diverses regulacions sobre com escriure els rotlles de la Torà i la Mezuzà, sobre els preceptes relatius a les filactèries (tefil·lín), i sobre les vores de la vestimenta (tzitzit), així com sobre la conversió al judaisme.
La literatura rabínica es pot organitzar de manera semblant, seguint l'estructura interna del Talmud, com per exemple les halachot del Rabí Isaac Alfassi, però moltes obres segueixen una estructura diferent, com per exemple el Misxné Torà de Maimònides, o els midraixim, els quals no estan organitzats en tractats (masechtot).
Cada tractat talmúdic està alhora format per diversos capítols, anomenats en singular perek, en plural perakim. Els capítols a la vegada estan formats per diversos versicles, anomenats mishnayot.